# Memories Of Blue
『Memories Of Blue』（メモリーズ・オブ・ブルー）は、日本のシンガーソングライターである氷室京介の4枚目のオリジナル・アルバム。
1993年1月7日に東芝EMIのイーストワールドレーベルからリリースされた。前作『Higher Self』（1991年）よりおよそ1年9か月ぶりにリリースされた作品であり、作詞は氷室および松井五郎、作曲は氷室、編曲およびプロデュースは西平彰が担当している。
レコーディングは日本国内で行われ、ミキシングはニューヨークのスカイラインスタジオ、マスタリングはニューヨークのマスターディスクにて行われた。ミキシング・エンジニアとしてアメリカ合衆国のエンジニアであるニール・ドーフスマンが参加しており、氷室の青春時代をテーマとした歌詞の曲やサザン・ロック風の曲などが収録されている。
本作からは先行シングルとして日本テレビ系土曜グランド劇場『…ひとりでいいの』（1992年）の主題歌として使用された「Urban Dance」、TBS系バラエティ番組『ムーブ』（1992年 - 1993年）のエンディングテーマとして使用された「Good Luck My Love」、ブティックJOYのコマーシャルソングとして使用され、ミリオンセラーを記録した「KISS ME」が収録されている。
本作はオリコンアルバムチャートにおいて最高位第1位を獲得、売上枚数は累計134.2万枚を記録しミリオンセラーとなった。また、売り上げ枚数が120万枚を超えたため日本レコード協会からトリプル・プラチナ認定を受けている。氷室のオリジナル・アルバムでは最大のヒット作品であり、アルバム全体でもベスト・アルバム『SINGLES』（1995年）の136.7万枚に次ぐ自身2番目の売り上げとなる。

## 背景
前作『Higher Self』（1991年）リリース後、氷室は「OVER SOUL MATRIX TOUR 1991」と題したコンサートツアーを同年5月9日の群馬音楽センターからツアーファイナルとなった有明コロシアムでの4日間連続公演まで、39都市全45公演を実施した。11月27日には同ツアーより8月22日、8月23日の2日間に亘って開催された横浜アリーナ公演の模様が収録されたライブ・ビデオ『OVER SOUL MATRIX』をリリース。
1992年2月26日にはシングル「Urban Dance」をリリース、同作は日本テレビ系土曜グランド劇場『…ひとりでいいの』の主題歌として使用され、氷室としては2度目のテレビドラマ主題歌となった。4月25日には初のリミックス・アルバム『masterpiece ＃12』がリリースされ、同作にはブルース・スウェーデンやブルース・ランプコフ、ニール・ドーフスマンの世界的に著名な3名のエンジニアによってリミックスされた曲が収録された。11月7日には先行シングルとして「Good Luck My Love」をリリース、1か月後の12月7日]3.1万枚と自身初のミリオンセラーを獲得した。

## 録音
本作のレコーディングは渋谷区のパラダイススタジオ、赤坂のキュー・テックスタジオ、目黒区のベイブリッジスタジオ、祐天寺のスタジオサムウェア、中野区のサウンドスカイスタジオ、ナッズスタジオと多岐に亘って行われた。
ミキシング・エンジニアとして『masterpiece ＃12』に引き続きニール・ドーフスマンが参加しており、氷室本人の活動を前期、中期、後期と3つに分けた場合に中期の活動の入り口を作ってくれた人物であり、ドーフスマンとの出会いは大きなターニング・ポイントとなったと氷室は述べている。またドーフスマンとの出会いが後にアメリカ合衆国に居住する事に繋がったとも述べている。

## 音楽性と歌詞
氷室は当時の状況が楽曲の完成度よりもメディアによって作り上げられたパブリックイメージが先行した事もあり、「このままでいいのかな?」と自問自答していた。そのため「Urban Dance」に関しては前作に収録された「CRIME OF LOVE」よりもマニアックであり、さらに「日本において、これ程どう捉えていいかのかわからないような曲も珍しいんじゃないか」という思いで制作され、「ここまでやったらさすがに売れねぇだろう」とセールスを無視したテストケースとしてリリースしたと述べている。また、氷室は同作を「独創的でアーティスティックな1曲」と述べている。
「Good Luck My Love」に関しては「ビートをはずした時にどれだけメロディが残るか」という狙いで制作された曲であり、また「KISS ME」は万人に受けやすい方程式を全て含んでいる曲と述べ、ヒット曲となる確信があったと述べている。「KISS ME」は制作中は「KILL ME」というタイトルであったが、ディレクターの子安次郎がタイトルに疑問を感じていた所、当時マネージャーであった土屋浩が氷室に提言した事で「KISS ME」へと変更になった。
表題曲の「Memories Of Blue」は、青春の記憶という意味もあり氷室が暴走族だった頃のエピソードが歌詞として使用され、また「GET READY "TONIGHT" TEDDY BOY」はBOØWYの曲「“16”」の原題「TEDDY BOY MEMORIES」と関連している。「WILL」に関して氷室は、「過激な言い方をすると、この曲で終わるためのアルバムだった」とリリース当時に述べている。
本作は自身が追求する音楽が一般に対する説得力を持った形で着地できた作品であり、「限りなくバランスが上手くとれている作品」と氷室は述べている。

## 楽曲

### SIDE ONE
1. 「KISS ME」
9枚目のシングル。本作品では、アルバム・バージョンで収録されている。本作を受けたコンサートツアー「TOUR 1993 "L'EGOISTE"」では1曲目に演奏された。詳細は「KISS ME」を参照。
2. 「YOU'RE THE RIGHT」
9枚目のシングル「KISS ME」のカップリング曲。本作品では、アルバム・バージョンで収録されている。
3. 「Memories Of Blue」
8枚目のシングル「Good Luck My Love」のカップリング曲。本作品では、アルバム・バージョンで収録されている。
4. 「RAINY BLUE」
5. 「Good Luck My Love」
8枚目のシングル。本作品では、アルバム・バージョンで収録されている。詳細は「Good Luck My Love」を参照。

### SIDE TWO
1. 「SON OF A BITCH」
2. 「Decadent」
3. 「Urban Dance」
7枚目のシングル。本作にはベスト・アルバム『MASTERPIECE #12』（1992年）収録のバージョンで収録されている。詳細は「Urban Dance」を参照。
4. 「GET READY "TONIGHT" TEDDY BOY」
5. 「WILL」

## リリース、チャート成績、批評
| 専門評論家によるレビュー | 専門評論家によるレビュー |
| レビュー・スコア         | レビュー・スコア         |
| 出典                     | 評価                     |
| ------------------------ | ------------------------ |
| CDジャーナル             | 肯定的                   |

本作は1993年1月7日に東芝EMIのイーストワールドレーベルよりCD、CTの2形態でリリースされた。CT版にはドルビーHX PROと東芝独自のXDR録音であるため前後に確認音（3秒ほど流れる）も収録されていた。本作はオリコンアルバムチャートにおいて最高位第1位を獲得、登場回数は20回で売り上げ枚数は134.2万枚となりミリオンセラーを記録した。
音楽情報サイト『CDジャーナル』では、作詞をほぼ全曲松井五郎が担当している事に触れた他、歌謡ロックとして安定しているとしつつも「以前あったギラつくあざとさが、いざ消えてみると妙にさびしい」と指摘したが、「WILL」がサザン・ロック調である事を「予想外にいい」と称賛し、同路線での後の展開を促した他、「ジャパニーズ・ロックの代表作と言える名盤」と絶賛した。
本作は2003年7月21日にデジタルリマスターおよび紙ジャケット仕様で、コピーコントロールCDにて再リリースされた。2020年7月21日には全作品のサブスクリプションサービス解禁に伴い、デジタル・リマスターされた音源が配信された。

## プロモーション
本作リリース前のクリスマスの時期に渋谷駅構内や渋谷スクランブル交差点の巨大ボード、ファッションビルのウォールペインティングなどに「KISS ME」のジャケット写真が掲示されるプロモーションが行われた。このプロモーション方法は過去に例がなく、世界初の試みとなった。
本作収録曲の内、「KISS ME」のみミュージック・ビデオが制作され、同年4月28日にリリースされたミュージック・ビデオ集『CAPTURED CLIPS』に収録された。本作に関するプロモーションは全て氷室自身がスタッフにCMとのタイアップなども含めて指示を出し、それらが全て上手く行った結果成功に繋がったと氷室は述べている。

## ツアー
本作を受けてのツアーは「TOUR 1993 "L' EGOISTE"」と題し、1993年1月11日の横浜アリーナを皮切りに39都市全51公演を実施、約20万人を動員した。ツアーファイナルには国立代々木競技場第一体育館での3日間連続公演を行った。
本ツアーにおける1月19日の大阪城ホール公演の際、風邪による体調不良のため満足なステージを披露できなかった氷室は公演中にその会場の観客を別の日に無料で招待すると発言、急遽「やりなおしライブ」が開催される事が決定した。しかし近郊での会場が確保できなかったため、5月12日に国立代々木第一体育館での振替公演が行われる事となった。なお、当日会場に行くことができなかった観客にはバックステージパスが送られた。
この件に関して氷室は後年、「プロとしてあってはならない姿」として、周囲のスタッフは美談のように語るが自身にとっては恥部であり、「自分を戒めなくてはならないひとつのエピソード」と認識していると述べている。コンディションの悪化は自身の責任であり、チケットを販売しておきながら振替公演に踏み切った事は「エンタテインメント・ビジネスの風上にも置けない、自己満足というか、若気の至り」と述懐した上で「非常に恥ずかしい思い出」であると述べている。

## 収録曲
- CD付属の歌詞カードに記載されたクレジットを参照[17]。

| #         | タイトル              | 作詞               | 作曲      | 編曲      | 時間  |
| --------- | --------------------- | ------------------ | --------- | --------- | ----- |
| 1.        | 「KISS ME」           | 松井五郎           | 氷室京介  | 西平彰    | 3:37  |
| 2.        | 「YOU'RE THE RIGHT」  | 松井五郎           | 氷室京介  | 西平彰    | 4:26  |
| 3.        | 「Memories Of Blue」  | 松井五郎           | 氷室京介  | 西平彰    | 5:09  |
| 4.        | 「RAINY BLUE」        | 松井五郎           | 氷室京介  | 西平彰    | 4:37  |
| 5.        | 「Good Luck My Love」 | 氷室京介、松井五郎 | 氷室京介  | 西平彰    | 4:21  |
| 合計時間: | 合計時間:             | 合計時間:          | 合計時間: | 合計時間: | 22:10 |

| #         | タイトル                          | 作詞               | 作曲      | 編曲      | 時間  |
| --------- | --------------------------------- | ------------------ | --------- | --------- | ----- |
| 6.        | 「SON OF A BITCH」                | 松井五郎           | 氷室京介  | 西平彰    | 3:17  |
| 7.        | 「Decadent」                      | 松井五郎           | 氷室京介  | 西平彰    | 4:42  |
| 8.        | 「Urban Dance」                   | 氷室京介           | 氷室京介  | 西平彰    | 4:32  |
| 9.        | 「GET READY "TONIGHT" TEDDY BOY」 | 松井五郎           | 氷室京介  | 西平彰    | 3:18  |
| 10.       | 「WILL」                          | 氷室京介、松井五郎 | 氷室京介  | 西平彰    | 5:37  |
| 合計時間: | 合計時間:                         | 合計時間:          | 合計時間: | 合計時間: | 21:26 |

## スタッフ・クレジット
- CD付属の歌詞カードに記載されたクレジットを参照[17]。

### 参加ミュージシャン
- 西平彰 – キーボード
- 湊雅史 – ドラムス
- アンディ・ニューマーク – ドラムス
- 美久月千晴 – ベース
- 浅田孟 – ベース
- トニー・レヴィン – ベース
- 佐橋佳幸 – ギター
- 大村憲司 – ギター
- 小倉博和 – ギター
- 鈴川真樹 – ギター
- ジェフ・タール – ギター
- アイラ・シーゲル – ギター
- 本田雅人 – サクソフォーン
- 坪倉唯子 – コーラス
- 山根麻衣 – コーラス
- クレイ・ローレイ – コーラス
- ビバリー・クロスビー – コーラス
- アンネット・ST.ジョン・パーカー – コーラス
- レイ・デイ – コーラス

### 録音スタッフ
- 西平彰 – プロデューサー
- 坂元達也 – レコーディング・エンジニア
- ニール・ドーフスマン – ミキシング・エンジニア
- グレゴリー・フルギンティ – マスタリング・エンジニア
- 中村悦広（セディック） – アディショナル・エンジニア
- 東諭（ナッズスタジオ） – アディショナル・エンジニア
- 松本元成 (パラダイススタジオ） – アディショナル・エンジニア
- 川澄伸一（パラダイススタジオ） – アシスタント・エンジニア
- 佐久間義則（ベイブリッジスタジオ） – アシスタント・エンジニア
- 守屋勝美（サウンドスカイスタジオ） – アシスタント・エンジニア
- 長谷部敦（キュー・テックスタジオ） – アシスタント・エンジニア
- コバヤシタカシ（スタジオサムウェア） – アシスタント・エンジニア
- デヴィッド・シフマン（スカイラインスタジオ） – ミックス・アシスタント・エンジニア
- やながわかつまさ（ナッズスタジオ） – エキップメント

### 制作スタッフ
- 山田正則（東芝EMI） – A&Rチーフ
- 子安次郎（東芝EMI） – A&R
- 渡辺雅敏（東芝EMI） – A&R
- 渋谷高行（ユイ・ミュージック・パブリッシャーズ） – A&R
- 宮野真一（ユイ・ミュージック・パブリッシャーズ） – A&R
- 土屋浩（ユイ音楽工房） – アーティスト・プロデューサー
- 鈴木祥紀（ユイ音楽工房） – アーティスト・マネージャー
- 高野和彦（ユイ音楽工房） – アーティスト・マネージャー
- あらきただし（ユイ音楽工房） – マネージメント・スタッフ
- やがさきゆうけん（ユイ音楽工房） – マネージメント・スタッフ
- おおぬまともお（ユイ音楽工房） – マネージメント・スタッフ
- かわじりこうじ（ユイ音楽工房） – マネージメント・スタッフ
- ましのともみ（ユイ音楽工房） – マネージメント・スタッフ
- カズハヤシダ (HERO Associates Inc.) – U.S.プロダクション・スーパーバイザー
- ジェフ・シュワルツ (PNFW) – U.S.アカウント・アドミニストレーション
- ルパート・グレイ (PNFW) – U.S.アカウント・アドミニストレーション
- 後藤由多加（ユイ音楽工房） – エグゼクティブ・プロデューサー
- 石坂敬一（東芝EMI） – エグゼクティブ・プロデューサー

### 美術スタッフ
- 森谷統（ルイジアナ・カンパニー） – クリエイティブ・ディレクター、アートディレクター
- 加藤剛（東芝EMI） – ビジュアル・コーディネーター
- わたなべかえで（ルイジアナ・カンパニー） – ビジュアル・プロデューサー
- 小木曽威夫 – 写真撮影
- 横原義雄 (Fellows) – ヘアー、メイク
- とびたみき（ルイジアナ・カンパニー） – デザイナー

## チャート、認定
| チャート         | 最高順位 | 登場週数 | 売上数    | 出典   |
| ---------------- | -------- | -------- | --------- | ------ |
| 日本（オリコン） | 1位      | 20回     | 134.2万枚 | [ 12 ] |

| 国/地域 | 認定組織         | 日付      | 認定               | 売上数     | 出典   |
| ------- | ---------------- | --------- | ------------------ | ---------- | ------ |
| 日本    | 日本レコード協会 | 1993年1月 | ダブル・プラチナ   | 800,000+   | [ 18 ] |
| 日本    | 日本レコード協会 | 1993年2月 | トリプル・プラチナ | 1,200,000+ | [ 2 ]  |

## リリース日一覧
| No. | リリース日    | レーベル                  | 規格 | カタログ番号 | 備考                                       | 出典          |
| --- | ------------- | ------------------------- | ---- | ------------ | ------------------------------------------ | ------------- |
| 1   | 1993年1月7日  | 東芝EMI／イーストワールド | CD   | TOCT-6890    |                                            | [ 10 ] [ 19 ] |
| 2   | 1993年1月7日  | 東芝EMI／イーストワールド | CT   | TOTT-6890    |                                            |               |
| 3   | 2003年7月21日 | 東芝EMI／イーストワールド | CCCD | TOCT-25089   | デジタルリマスタリング盤、紙ジャケット仕様 | [ 11 ] [ 20 ] |